# Illoissjön
Illoissjön (finska: Illoistenjärvi) är en sjö som är belägen i mitten av ön Hirvensalo i Åbo i Finland. Sjön har en yta på endast cirka 9 hektar. Den är mycket grund med en genomsnittlig djup på 1,8 meter och den djupaste punkten på 2,5 meter. Illoissjön är frodig och lider ibland av brist på syre.
Lokala invånare misstänker att föroreningen av sjöns vatten beror på utsläppen från Rothbergs kaffepannfabrik, som etablerades på stranden år 1947 samt senare från en tvättinrättning. Båda företagen har sedan länge lagts ned.